# ژوواوا (استان لوبلین)
ژوواوا (به لهستانی:  Żuława) یک روستا در لهستان است که در گمینا سوسنووکا واقع شده‌است.